# فرح نوتاش
فرح نوتاش: (متولد۱۳۲۰ٍ) هنرمند نگارگر، تندیس‌ساز، سفال‌گر و آبگینه‌کار است.

## زندگی‌نامه
او زادهٔ تهران با پیشینه خانوادگی آذری است. در نوباوگی هنگامیکه هنوز بیش از دو سال و اندی نداشت مادر خود را از دست داد و شاید که از این بی مادری دخترک خردسال بسوی هنر کشیده شد. نخست او با گل باغچه از ریخت‌هایی که روزمره در هر سوی خویش می‌دید تندیس‌های کودکانه میساخت و رفته رفته به نگاره گری و آواز و دست افشانی نیز روی آورد.
وراکه در نوجوانی با آشفتگی‌های رانش خودکامگی، در هنگامان شاهنشاهی رو در رو شد. ستم خودکامگی به ویژه گریبانگیر خانوادهٔ نوتاش شد وتنی چند از بستگان فرح را در زندان به بند کشیدند واین روان ناک پذیرش را آزرده و آسیمه کرد... و هنوز از این آسیب رهایی نگرفته که دارایی‌های خانواده ش که نوای روزانهٔ آنان را سبب می‌بود به کیفر گرفتند واین کیفر به بی نوا یی، تلخ یادی شد که همیشه با او ماند. 
فرح در سال ۱۳۴۶ رهسپار لندن می‌شود و در هنر کدهٔ سرجان کاس به فراگیری چم‌های هنری می‌پردازد. سپس در سال ۱۳۵۳ آموزش خود را نخست در دانشکده هنرهای اخن –المان و سرانجام در ۱۳۵۷ دردانشکده هنری فلورانس دنبال می‌کند. 
نوتاش بدون هراس با ماته‌های گوناگون کار می‌کند. برای نمونه، او ماته‌هایی همچون چوب، سفال، برنز، گچ و سنگ را در تندیس‌هایش و آبرنگ، رنگ روغن و اکرلیک را در نگاره‌هایش، با هم افزایی هر چیز دیگر مانند آیینه و سفال و دیگرگ‌ها، به کار می‌برد. و به هر بنیان، او هر ماته را با انگیزهٔ زیباشناسی و اینکه چه نودی را به بیننده فرا می‌رساند، بر می‌گزیند.
در اندیش گری کارهایش پیرو شدا-نگاری همگانه گری social realist است. با این روی، پرده‌هایش از سبکهای کهن تا سبگهای نوآورانه دامنه دارند و پرده‌هایش گستره‌ای از دیدسارها landscapes، و چهره نگارها را می‌پوشاند. اگر چه او بیشتر با کارهای فراگسیخت abstract دههٔ.۱۳۵ خود شناخته می‌شود، که در این پرده‌ها او تن خویش را با رنگ می‌پوشاند و سپس بر پرده می‌چسباند. خوشبختانه او این سبک را که در اندک هنگام به بن بست رسید به کنار گذاشت و در دهه‌های پسین به اندیشارهای فرهودهٔ مردمی روی آورد. 

## نمایشگاه‌ها

### نمایشگاه‌های انفرادی
- ۱۳۴۵، در مسجد سلیمان
- ۱۳۴۶، در لندن
- ۱۳۴۷، نگارخانه سیحون
- ۱۳۵۱، نگارخانه طباطبایی
- ۱۳۵۱، انیستیتو گوته تهران
- ۱۳۵۴، نمایشگاه فردی-پاریس
- ۱۳۵۶، نگارخانه تخت جمشید –تهران
- ۱۳۵۷، انستیتو گوته تهران
- ۱۳۵۸، دانشگاه زاهدان
- ۱۳۶۰، کتابخانه دانشگاه تهران
- ۱۳۷۳، نگارخانه حکیم نظامی
- ۱۳۷۴، نگارخانه کیهان
- ۱۳۷۷، به مناسبت روز جهانی زن.

### نمایشگاه‌های گروهی
- ۱۳۴۸، موزه جدید ایران باستان
- ۱۳۴۸، سه نمایشگاه جمعی –نگارخانه‌های تهران
- ۱۳۵۰، نمایشگاه بین‌المللی موزه تیت نگارخانه-لندن
- ۱۳۵۰، نمایشگاه بین‌المللی سرامیک –اوزاکا
- ۱۳۵۲، نمایشگاه نقاشی ومجسمه(برنز سرامیک)انسیتیتو گوته تهران
- ۱۳۵۳، فرانکفورت
- ۱۳۵۴، اخن ودوسلدورف
- ۱۳۶۱، موزه هنرهای معاصر تهران
- ۱۳۶۱، اصفهان
- ۱۳۷۳، بینال نقاشی در موزه ازادی
- ۱۳۷۳، تجلی احساس در فرهنگسرای نیاوران
- ۱۳۷۴، فرهنگسرای بهمن
- ۱۳۷۴، فرهنگسرای جمشید
- ۱۳۷۵، فرهنگسرای بهمن
- ۱۳۷۵، زن وهنر (نقاشی)، فرهنکسرای بهمن.